# Diphtherocome punjabensis
Diphtherocome punjabensis är en fjärilsart som beskrevs av Embrik Strand 1921. Diphtherocome punjabensis ingår i släktet Diphtherocome och familjen nattflyn. Inga underarter finns listade i Catalogue of Life.